# Budínsky potok
Budínsky potok je potok na horní Oravě, na území okresu Námestovo. Jde o pravostranný přítok Bílé Oravy, měří 4,1 km a je tokem IV. řádu.

## Pramen
Pramení v Oravské Maguře, v podcelku Budín, na severním svahu vrchu Budín (1 222,0 m n. m.) v nadmořské výšce přibližně 1 070 m n. m.

## Popis toku
Teče víceméně severozápadním směrem, v pramenné oblasti přibírá levostranný přítok ze severovýchodního svahu Javoru (1 133,9 m n. m.) a vtéká do Oravské kotliny. Zde nejprve přibírá krátký levostranný přítok v lokalitě Hrčková a dále se výrazněji vlní. Teče v blízkosti obce Lokca (východně od ní), podtéká státní silnici I/78 a severovýchodně od obce ústí v nadmořské výšce cca 617 m n. m. do Bílé Oravy.